# Elektrownia Battersea
Elektrownia Battersea (ang. Battersea Power Station) – pierwsza tego typu opalana węglem elektrownia, znajdująca się na południowym brzegu Tamizy w Londynie.
Elektrownia Battersea jest największą budowlą z cegły w Europie. Zbudowana została na stalowym szkielecie. Jej budowa była odpowiedzią rządu na powstające prywatne elektrownie oraz częścią planu upaństwowienia przemysłu energetycznego lub przekazania go w ręce dużych firm zrzeszonych w London Power Company. Projekt ten miał również na celu ujednolicenie napięcia i częstotliwości.

## Historia

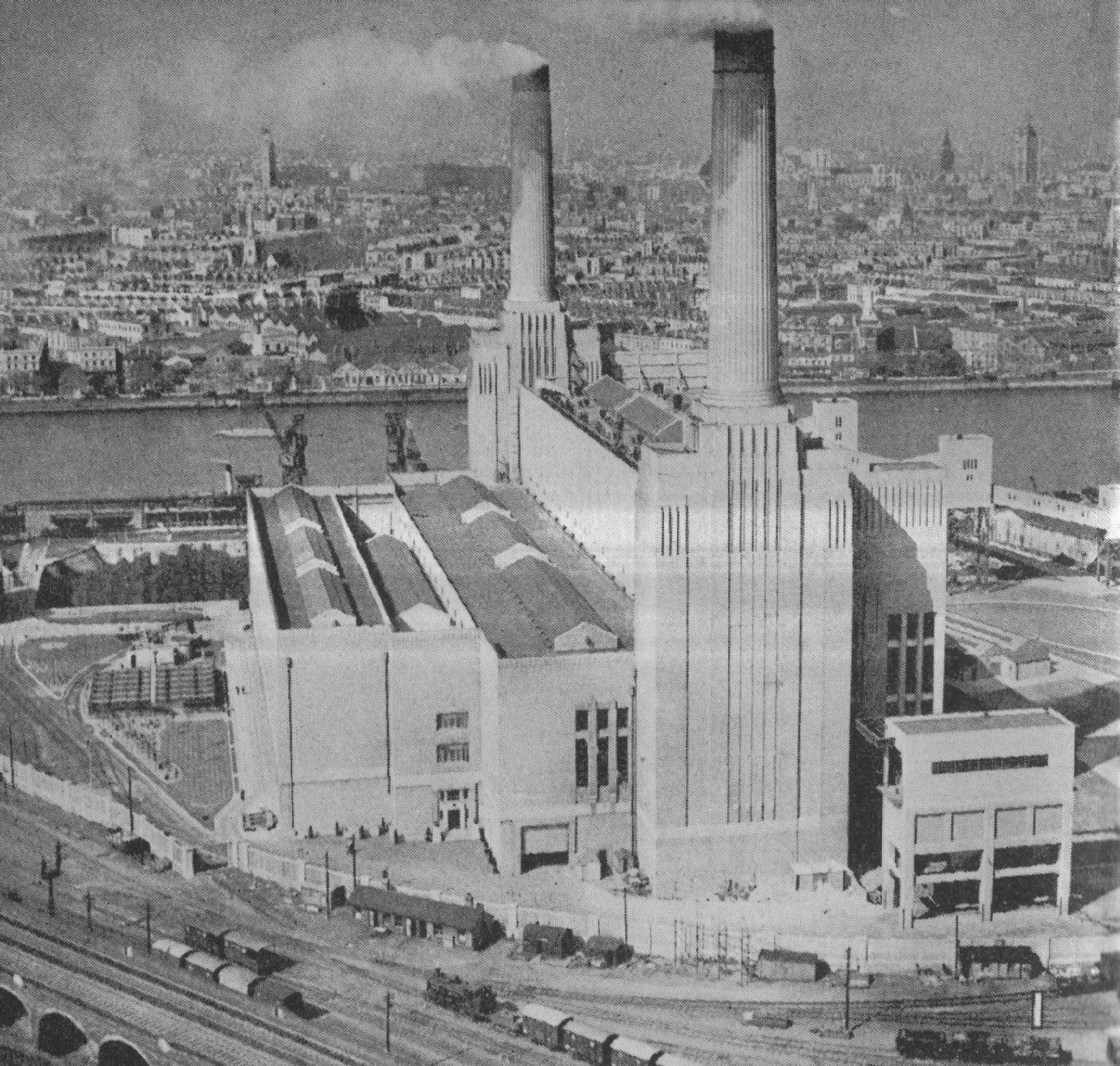
Pierwotny wygląd elektrowni

Modernistyczny budynek zaprojektował Giles Gilbert Scott, architekt i designer, autor projektu katedry w Liverpoolu, podobnej elektrowni w londyńskiej dzielnicy Bankside, w której obecnie znajduje się galeria sztuki współczesnej Tate Modern oraz klasycznej czerwonej londyńskiej budki telefonicznej. Cztery kominy zostały osadzone na wieżopodobnych kolumnach i przypominają klasyczne kolumny doryckie. Wnętrza wyłożone były włoskim marmurem, pomieszczenia techniczne i sale turbin wyłożone zostały mozaiką. Sterownię zaprojektowano w stylu art déco.
Budynek powstawał w dwóch etapach. Pierwszy (Blok A) z halą turbin parowych i dwoma kominami na końcu każdej ukończono w 1939 roku. Druga część została dobudowana w latach 1953–1955 (Blok B). W momencie otwarcia elektrownia Battersea wytwarzała moc 105 megawatów i była największą elektrociepłownią w Europie. Po II wojnie światowej elektrownia dostarczała ciepłą i zimną wodę do 11 tysięcy mieszkań w rejonie dzielnicy Pimlico. W 1975 roku, z powodu nieopłacalności produkcji, zamknięto blok A, a w 1983 roku – blok B. W 1980 roku elektrownia Battersea została zaliczona do dziedzictwa narodowego Wielkiej Brytanii.

### Elektrownia Battersea po zamknięciu

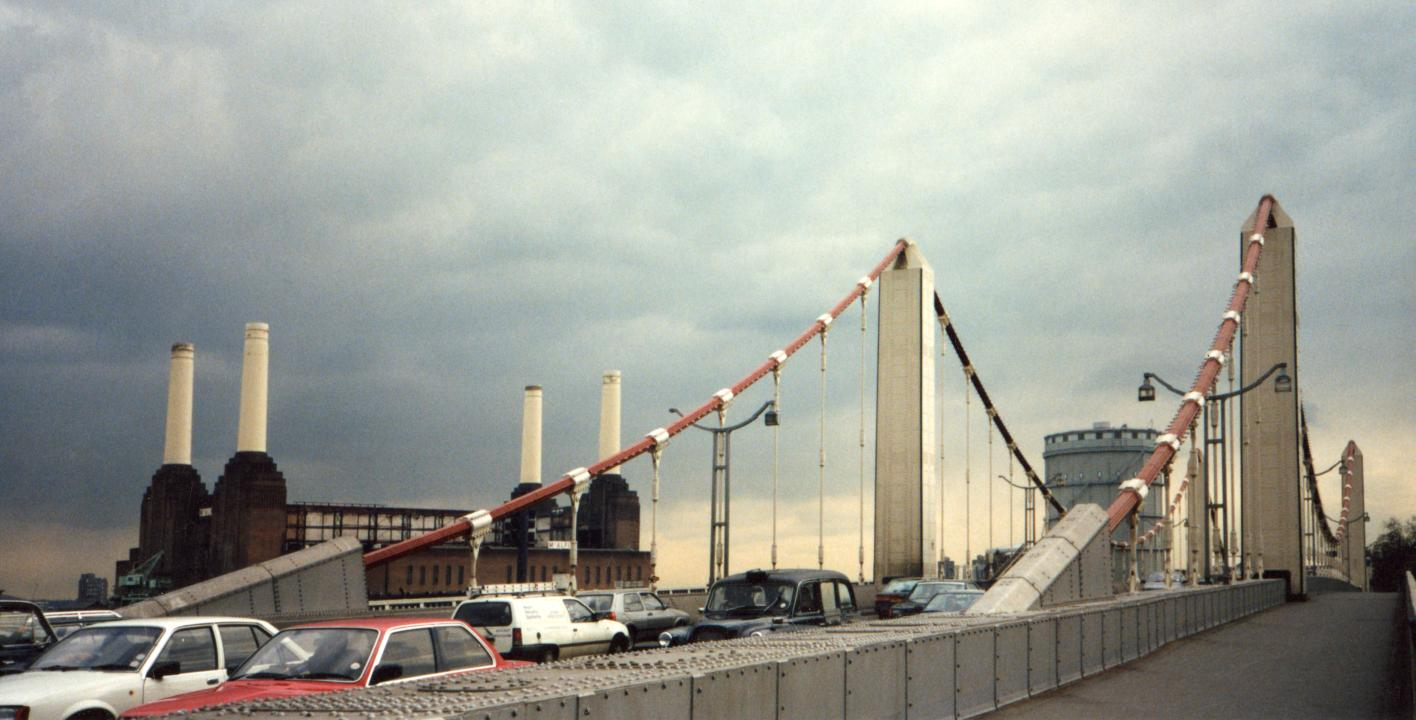
Dwa londyńskie symbole: Elektrownia Battersea i Chelsea Bridge

Z chwilą zamknięcia elektrowni stworzono szereg planów rewitalizacyjnych. Pierwszy konkurs wygrało konsorcjum zrzeszające m.in. firmę Alton Towers. Ich plany przebudowy zostały przerwane w roku 1989 z powodu braku funduszy. Kolejny konkurs wygrała firma deweloperska Parkview International. Budynek miał zostać przekształcony w hotel, restauracje, kina, teatry i apartamenty. Plany dotyczyły również modernizacji pobliskiej stacji kolejowej Battersea Park. Projekt zakładał wyburzenie czterech wież kominowych z powodu złego stanu technicznego. Zamiary te wzbudziły społeczny protest, w wyniku czego powołano niezależnych ekspertów, którzy orzekli, iż wieże wymagają remontu, ale nie wyburzenia. W listopadzie 2006 roku elektrownię wraz z otaczającymi ją terenami wykupiła za 400 milionów funtów irlandzka firma Real Estate Opportunities.
Obiektem interesował się klub Chelsea FC, chcący wybudować w tym miejscu nowy stadion mający pomieścić ok. 60 tys. widzów.

### Battersea w kulturze
Elektrownia Battersea stanowi symbol przemysłu energetycznego. Jej wizerunek pojawiał się w wielu filmach i programach telewizyjnych, m.in. w filmie Alfreda Hitchcocka Sabotaż z 1936 roku, Sensie życia według Monty Pythona, 1984 Michaela Radforda, w serialu Zagubieni i krótko w filmie Help! z 1965 roku z udziałem The Beatles. Odgrywa też symboliczną rolę w filmie Children of Men, jest m.in. miejscem przechowywania ocalałych dzieł sztuki nowożytnej i nowoczesnej.
Budynek pojawił się na okładce albumu Animals zespołu Pink Floyd. Na okładce nad elektrownią unosi się wielka różowa świnia.
Elektrownia pojawiła się również w grze DiRT 2, gdzie była areną zmagań podczas wyścigów samochodowych oraz zadań zręcznościowych.